# Dem Horizont so nah (Film)
Dem Horizont so nah ist ein Filmdrama von Tim Trachte, das am 10. Oktober 2019 in die deutschen Kinos kam. Der Film basiert auf dem gleichnamigen Bestseller von Jessica Koch. In den Hauptrollen agieren Jannik Schümann und Luna Wedler sowie Luise Befort.

## Handlung
Die 18-jährige Jessica Koch verliebt sich Hals über Kopf in Danny Taylor, einen gut aussehenden und erfolgreichen Kickboxer und Model. Hinter seiner nach außen hin perfekten Fassade steckt jedoch eine zutiefst traumatisierte Person. Danny wurde von seinem Vater schon im Alter von 11 Jahren schwer misshandelt und vergewaltigt. Eine Folge davon war, dass er ihn mit HIV infizierte. Da Danny sich bewusst ist, dass es für ihn fast unmöglich ist, eine normale Beziehung zu führen, blockt er Jessicas Versuche, ihm näherzukommen, immer wieder ab und verletzt sie bewusst. Die junge Frau gibt jedoch nicht auf, und tatsächlich verliebt sich Danny auch in sie. Anfangs weiß Jessica nichts von Dannys Krankheit; sie bemerkt jedoch, dass er ihr etwas verheimlicht, da er sich in manchen Situationen, wie beispielsweise bei einem gemeinsamen Fahrradunfall, komisch verhält. Als sie von seiner Krankheit erfährt, ist sie im ersten Moment zwar schockiert, bleibt aber dennoch mit ihm zusammen. 
So lernt Jessica auch Dannys beste Freundin und Mitbewohnerin Tina kennen. Bei ihr handelt es sich um eine ehemalige drogenabhängige Prostituierte. Mit Danny verbindet sie eine innige Beziehung, mit der Jessica erst einmal klarkommen muss. Auch Tina wurde in ihrer Kindheit von ihrem Vater vergewaltigt, ein Trauma, das Danny und sie verbindet. Das bringt auch mit sich, dass beide oft gemeinsam in einem Bett schlafen, um so füreinander da zu sein. Das Trio wächst im Laufe der Zeit immer mehr zusammen. 
Als Tina einen Anruf ihrer Mutter erhält, die ihr mitteilt, dass ihr Vater wieder aus dem Gefängnis entlassen wurde, wird sie rückfällig. Danny findet sie leblos in einem Haus voller anderer Konsumenten und bringt sie in eine Klinik. Dort kann ihr aber nicht mehr geholfen werden.
Danny und Jessica haben lange mit dem Verlust zu kämpfen. Jessica schafft es jedoch, Danny aus seiner tiefen Trauer herauszuhelfen. Als Danny infolge eines Sekundenschlafs am Steuer einen Autounfall hat, stellt sich im Krankenhaus heraus, dass der Verlust von Tina den Ausbruch seiner Krankheit beschleunigt hat. Die Ärzte prognostizieren ihm eine Lebenserwartung von noch circa 3 bis 15 Monaten. Sein Körper werde nach und nach abbauen, sodass er mit Lähmungserscheinungen oder Blindheit rechnen müsse. Die beiden reisen trotzdem in die USA, was sie ohnehin geplant hatten. Dort teilt Danny Jessica mit, dass er die mögliche, aber nur leicht lebensverlängernde, Therapie nicht machen würde, weil er lieber selbstbestimmt sterben will. Nach der USA-Reise geraten sie deshalb nochmals aneinander; sie akzeptiert aber seine Entscheidung und will ihn nicht zu der Behandlung drängen.
Bald darauf findet sie einen Brief von Danny, in dem er sich verabschiedet und ihr alles Gute wünscht. Er hinterlässt ihr sein Haus und ein Konto auf ihren Namen und verabschiedet sich mit einem Bezug zu einem Gedicht von Joseph von Eichendorff, das sie beide mit dem Anfang ihrer Beziehung verbindet.

## Produktion
Der Film basiert auf dem gleichnamigen biografischen Roman von Jessica Koch aus dem Jahr 2016, in dem die Autorin eine wahre Geschichte erzählt. Der Roman wurde von Ariane Schröder für den Film adaptiert. Regie führte Tim Trachte.
Der Film erhielt eine Produktionsförderung vom FilmFernsehFonds Bayern in Höhe von 450.000 Euro und von der Filmförderungsanstalt in Höhe von 300.000 Euro.
Die Dreharbeiten fanden zwischen dem 18. September und 15. November 2018 in Köln, München und in Portugal statt.
Die Filmmusik wurde vom Deutschen Filmorchester Babelsberg (DFOB) eingespielt.
Anfang Juli 2019 wurde ein erster Trailer vorgestellt. Der Film kam am 10. Oktober 2019 in die deutschen Kinos.

## Rezeption

### Altersfreigabe
In Deutschland wurde der Film von der FSK ab 12 Jahren freigegeben. In der Freigabebegründung heißt es, die dramatischen Aspekte um Krankheit und Missbrauch würden verständlich dargestellt. Einige belastende tragische Passagen könnten zwar Kinder unter 12 Jahren emotional überfordern, doch 12-Jährige seien aufgrund ihrer kognitiven Entwicklung und ihrer Medienerfahrung in der Lage, sie in den Kontext einzuordnen und sich ausreichend zu distanzieren. Ihnen gebe auch die Stärke der Protagonistin emotionalen Halt, da sie letztlich an den Herausforderungen wächst und sich für Jugendliche als Identifikationsfigur eignet.

### Kritiken und Einspielergebnis
Michael Ranze schreibt auf programmkino.de, der Website der Gilde deutscher Filmkunsttheater, die Teenager-Romanze behandele so schwergewichtige Fragen, wie man sich angesichts einer schweren Krankheit, die schon bald zum Tod führen kann, verliebt und warum man im Heute leben sollte, wenn morgen schon alles vorbei sein kann. Man müsse anerkennen, wie ernsthaft Regisseur Tim Trachte nach dem romantischen Anfang des Films den Umgang mit HIV und den Missbrauch durch den Vater diskutiert, und zuweilen erinnere das an Das Schicksal ist ein mieser Verräter, doch mit zunehmender Dauer häufe Drehbuchautorin Ariane Schröder zu viele Probleme an, die in ihrer Forciertheit unglaubwürdig wirkten und vom eigentlichen Konflikt ablenkten, so Ranze.
Die Filmkritikerin Antje Wessels bemerkt, der Film erzähle letztlich viel zu viel Stoff in viel zu wenig Leinwandzeit, was eines der typischen Probleme von Literaturverfilmungen offenbare. Nachdem das Skript extrem viel Zeit für den Prozess des Verliebens aufwende, könne Trachte die Vorzüge der ersten Stunde nicht bis zum Schluss aufrechterhalten. So hervorragend komponiert die Bilder und so treffsicher der Soundtrack gewählt seien, so hektisch steuere die Geschichte auf ihr niederschmetterndes Finale zu, so Wessels weiter: „Kenner des Buches wissen: In zwei Büchern geht die Geschichte weiter. Und sollten auch auf die erste filmische Adaption noch zwei Fortsetzungen folgen, ist die übereilt diverse offene Erzählstränge zu Ende führende zweite Hälfte des Films vielleicht noch zu verschmerzen. So aber ereignen sich auf der Leinwand plötzlich derart viele Dinge auf einmal, dass Dem Horizont so nah auf der Zielgeraden wesentlich konstruierter wirkt als noch zu Beginn.“
Der Filmdienst schrieb, die an „US-amerikanischen Vorbildern orientierte Love Story“ verfüge „über eine außergewöhnliche Hauptdarstellerin, große Gefühle und einen originellen Soundtrack“. Einschränkend hieß es, dass sich „die vielen stimmigen Teile aber nicht zu einem wirklichen Ganzen fügen würden“.
In Deutschland verzeichnet der Film bisher 342.342 Besucher.

### Auszeichnungen
Bayerischer Filmpreis 2019
- Auszeichnung als Beste Nachwuchsdarstellerin (Luna Wedler, auch für Auerhaus)